# Юж-Толешево
Юж-Толешево (мар. Кӱвервуй) — деревня в Медведевском районе Марий Эл Российской Федерации. Входит в состав Люльпанского сельского поселения.

## География
Деревня находится на расстоянии 40 км к северо-западу от посёлка городского типа Медведево, административного центра района.

### Часовой пояс
Деревня Юж-Толешево, как и вся Республика Марий Эл, находится в часовой зоне МСК (московское время). Смещение применяемого времени относительно UTC составляет +3:00.

## История
До 1 апреля 2014 года деревня входила в состав упразднённого Пижменского сельского поселения.

## Население
| 2010 | 2011 | 2012 | 2013 | 2015 | 2016 | 2018 |
| ---- | ---- | ---- | ---- | ---- | ---- | ---- |
| 161  | ↘156 | →156 | ↘155 | ↘75  | →75  | →75  |
| 2019 | 2020 | 2021 |      |      |      |      |
| →75  | →75  | ↘70  |      |      |      |      |

### Национальный состав
Национальный состав на 1 января 2013 года:
| Национальность | Численность, чел. | Доля    |
| -------------- | ----------------- | ------- |
| всего          | 155               | 100,0 % |
| Марийцы        | 85                | 54,8 %  |
| Русские        | 69                | 44,5 %  |
| Чуваши         | 1                 | 0,6 %   |

## Инфраструктура
Улично-дорожная сеть деревни имеет асфальтовое покрытие. Жители проживают в индивидуальных домах, не имеющих централизованного водоснабжения и водоотведения. Деревня не газифицирована.